# Olympische Sommerspiele 2000/Teilnehmer (St. Lucia)
| Gelbes Symbol für Goldmedaillen mit stilisierten Olympischen Ringen | Graues Symbol für Silbermedaillen mit stilisierten Olympischen Ringen | Braundes Symbol für Bronzemedaillen mit stilisierten Olympischen Ringen |
| ------------------------------------------------------------------- | --------------------------------------------------------------------- | ----------------------------------------------------------------------- |
| —                                                                   | —                                                                     | —                                                                       |

Saint Lucia nahm an den Olympischen Sommerspielen 2000 in der australischen Metropole Sydney mit einer Delegation von fünf Sportlern, drei Männer und zwei Frauen, teil.

## Teilnehmer nach Sportarten

### Leichtathletik
- Ronald Promesse
100 Meter: Vorläufe

- Dominic Johnson
Stabhochsprung: 26. Platz in der Qualifikation

- Verneta Lesforis
Frauen, 400 Meter: Vorläufe

### Schwimmen
- Jamie Peterkin
50 Meter Freistil: 59. Platz

- Sherri Henry
Frauen, 50 Meter Freistil: 60. Platz